# Meze

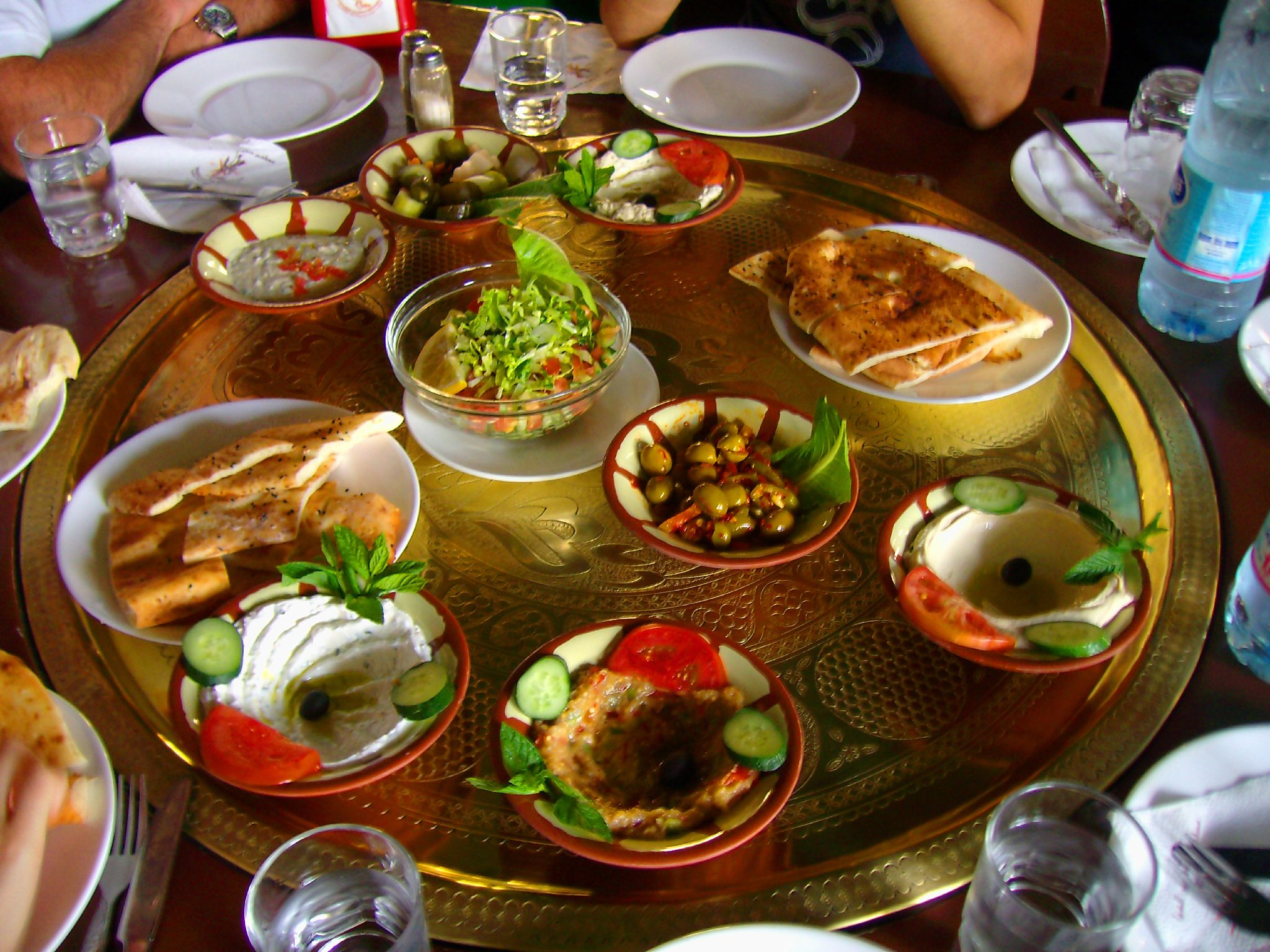
Uppdukat med meze i Jordanien.

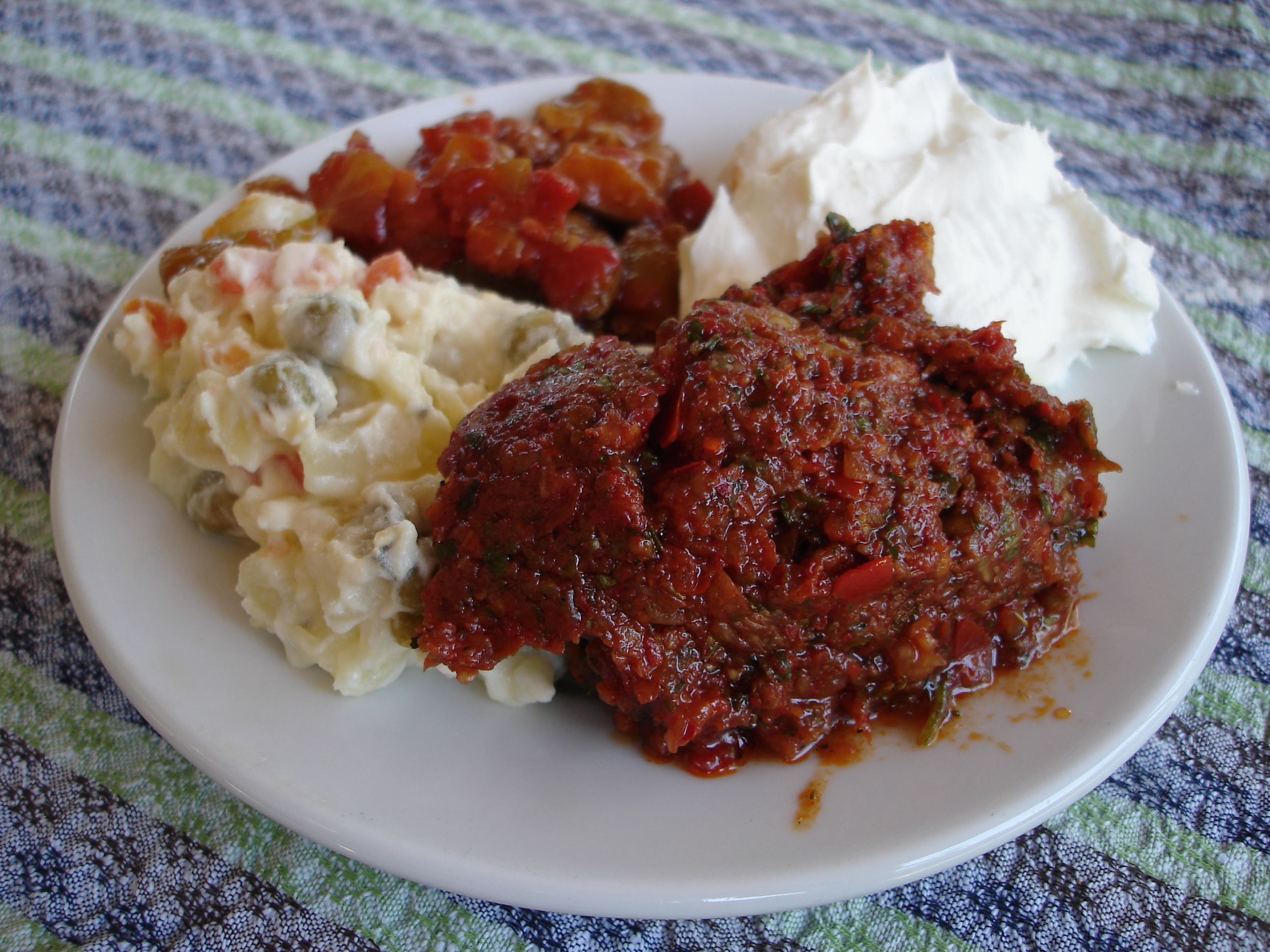
Turkisk mezetallrik

Meze, många smårätter som serveras ungefär som ett svenskt smörgåsbord eller spansk tapas och som oftast förekommer som förrätt. 
Meze är vanligt kring Medelhavet och främst Mellanöstern, och är ett utmärkande drag för till exempel det turkiska och det libanesiska köket. 
Ordet meze kommer etymologiskt från persiskans maza som betyder "att smaka". Meze har sina historiska rötter i det sassanidiska Iran. Serveras ofta på kalas. 